# Kapel van Dzordzor
De Kapel van Dzordzor (Armeens: Ձորձոր) is een Armeens-orthodoxe kapel uit de 9e of 10e eeuw in de provincie West-Azarbaijan in het noordwesten van Iran.
In 2008 werd deze kapel als onderdeel van de Armeense kloosterensembles in Iran, samen met de Qara Kelisa en de Sint-Stefanuskerk, door UNESCO tot werelderfgoed verklaard.
In de jaren 1987/88 is de kapel verplaatst, omdat hij onder water dreigde te lopen als gevolg van het aanleggen van een stuwdam.